# Pete Turner
Donald Pete Turner (Albany, Nueva York, 30 de mayo de 1934 - Long Island, 18 de septiembre de 2017) fue un fotógrafo estadounidense que se destacó por sus fotografías de colores intensos. Según Photo District News, es uno de los veinte fotógrafos más influyentes de todos los tiempos.
Sus fotografías se encuentran expuestas en colecciones de exhibición permanente de grandes museos, entre ellos la Casa Europea de la Fotografía (MEP), el Tokyo Metropolitan Museum of Photography y el International Center of Photography (ICP) de Nueva York.

## Vida y obra
Pete Turner comenzó a tomar fotografías en 1945, inicialmente en blanco y negro. A partir de 1948 empezó a experimentar con la fotografía en colores. Estudió en el Instituto de Tecnología de Rochester entre los años 1952 y 1956, recibiendo clases de Ralph Hattersley, Robert Bagby, Les Strobel y Minor White, junto a compañeros de estudios como Bruce Davidson y Jerry Uelsmann. Su primer trabajo publicado apareció en el Popular Photography Annual, ya en 1956. Durante su servicio militar posterior, trabajó en los laboratorios de fotografía a color del ejército estadounidense.
Tras esta etapa en el ejército, se puso en contacto con el productor discográfico Creed Taylor, para quien diseñó las fotografías de numerosos álbumes a partir de 1959. Al principio se trataba de retratos de músicos, pero más tarde y debido a su interés en la combinación de colores, fotografió objetos y paisajes de un aspecto muy abstracto. En ese mismo año 1959 realizó su primera expedición fotográfica de Ciudad del Cabo a El Cairo, para la revista National Geographic y para la empresa fabricante de casas rodantes Airstream Trailer Company. Pete Turner logró vender las fotografías restantes a la revista Horizon, así como a algunos museos. En 1961 documentó el declive del ferrocarril estadounidense en una serie de fotografías para la revista Esquire. En los años siguientes también trabajó como fotógrafo de cine y publicidad, recibiendo repetidamente encargos de revistas para reportajes fotográficos en países remotos o lejanos.
Ya en 1968 presentó sus obras en exposiciones individuales en la Photokina de Alemania, y en la George Eastman House, el museo fotográfico de Kodak. En 1981, la Sociedad Estadounidense de Fotógrafos de Medios lo honró por sus destacados logros fotográficos. En 1986, Turner publicó su primer libro ilustrado, Pete Turner Photographs (Editorial Abrams Books). En 2001 se publicó su segundo libro, Pete Turner African Journey (Graphis Inc.), en el que compilan las fotografías de Turner en África. En 2006 publicó El color del jazz (Rizzoli), una selección de ochenta de las fotografías que adornaron las carátulas de los discos de CTI Records y otros sellos musicales. En 2007, la Eastman House mostró su obra completa, en la exposición titulada: Pete Turner: Empowered by Color (en español: Pete Turner: empoderado por el color).
Turner falleció el 18 de septiembre de 2017 a los 83 años de edad en su casa de Long Island, Nueva York.

### Contribuciones de Pete Turner para carátulas de discos LP
- The Sound of New York, Kenyon Hopkins – ABC Paramount, 1959
- Lonelyville 'The Nervous Beat', The Creed Taylor Orchestra – ABC Paramount, 1959
- The Best of the Barrack Ballads, The Creed Taylor Orchestra – ABC Paramount, 1959
- The Blues and the Abstract Truth, Oliver Nelson – Impulse!, 1961
- Motion, Lee Konitz – Verve, 1961
- Perceptions, Dizzy Gillespie – Verve, 1961
- Focus, Stan Getz – Verve, 1961
- In a Latin Bag, Cal Tjader – Verve, 1961
- Live at the Village Vanguard, John Coltrane – Impulse!, 1962
- The Quintessence, Quincy Jones – Impulse!, 1962
- Further Definitions, Benny Carter – Impulse!, 1962
- Statements, Milt Jackson – Impulse!, 1962
- Count Basie and the Kansas City 7, Count Basie – Impulse!, 1962
- All the Sad Young Men, Anita O'Day – Verve, 1962
- Saturday Night/Sunday Night, Cal Tjader – Verve, 1962
- Pike's Peak, The Dave Pike Quartet – Epic, 1962
- Coltrane, John Coltrane – Impulse!, 1962
- Night Train Oscar Peterson – Verve, 1963
- Wave, Antônio Carlos Jobim – CTI, 1967
- Soft Samba Strings, Gary McFarland – Verve, 1967
- A Day in the Life, Wes Montgomery – A&M, 1967
- Trust in Me, Soul Flutes – A&M/CTI, 1967
- We and the Sea, Tamba 4 – A&M/CTI, 1968
- Samba Blim, Tamba 4 – A&M/CTI, 1968
- Down Here on the Ground, Wes Montgomery – A&M/CTI, 1968
- Road Song, Wes Montgomery – A&M/CTI, 1968
- Soul Machine, Richard Barbary – A&M/CTI, 1968
- Have You Meet Miss Jones, Artie Butler – A&M/CTI, 1968
- Glory of Love, Herbie Mann – A&M/CTI, 1968
- You, Baby, Nat Adderley – A&M/CTI, 1968
- Shape of Things to Come, George Benson – A&M/CTI, 1968
- When It Was Done – Walter Wanderley – A&M/CTI, 1968
- Moondreams – Walter Wanderley – A&M/CTI, 1969
- Summertime, Paul Desmond – A&M/CTI, 1968
- Betwixt &amp; Between, J.J. Johnson & Kai Winding – A&M/CTI, 1969
- Walking In Space, Quincy Jones – A&M/CTI, 1969
- Tell It Like It Is, George Benson – A&M/CTI, 1969
- Calling Out Loud, Nat Adderley – A&M/CTI, 1969
- Courage, Milton Nascimento – A&M/CTI, 1969
- From The Hot Afternoon, Paul Desmond – A&M/CTI, 1969
- Gula Matari, Quincy Jones – A&M/CTI, 1970
- Tide, Antônio Carlos Jobim – A&M/CTI, 1970
- Starbones, J.J. Johnson & Kai Winding – A&M/CTI, 1970
- Sugar, Stanley Turrentine – CTI, 1970
- Crying Song, Hubert Laws – CTI, 1970
- Stone Flower, Antônio Carlos Jobim – CTI, 1970
- Joe Farrell Quartet, Joe Farrell – CTI, 1970
- Black Out, Fats Theus – CTI, 1970
- Montreux II, Bill Evans – CTI, 1970
- California Concert, CTI All Stars – CTI, 1971
- Straight Life, Freddie Hubbard – CTI, 1971
- Beyond the Blue Horizon, George Benson – CTI, 1971
- Salt Song, Stanley Turrentine – CTI, 1971
- First Light, Freddie Hubbard – CTI, 1971
- Outback, Joe Farrell – CTI, 1971
- God Bless The Child, Kenny Burrell – CTI, 1971
- Gilberto with Turrentine, Astrud Gilberto – CTI, 1971
- Killer, Alice Cooper – Warner Bros., 1971
- Shebaba, Bola Sete – Fantasy, 1971
- Afro-Classic, Hubert Laws – CTI, 1972
- White Rabbit, George Benson – CTI, 1972
- Free, Airto Moreira – CTI, 1972
- All the King's Horses, Grover Washington, Jr. – Kudu, 1972
- Soul Story, Charles Earland – Prestige, 1972
- Morning Star, Hubert Laws – CTI, 1972
- Time &amp; Love, Jackie & Roy – CTI, 1972
- Sky Dive, Freddie Hubbard – CTI, 1972
- Prelude, Deodato – CTI, 1973
- Sunflower, Milt Jackson – CTI, 1973
- Fingers, Airto Moreira – CTI, 1973
- Blue Moses, Randy Weston – CTI, 1973
- Blues Farm, Ron Carter – CTI, 1973
- Keep Your Soul Together, Freddie Hubbard – CTI, 1973
- Giant Box, Don Sebesky – CTI, 1973
- Upon This Rock, Joe Farrell – CTI, 1974
- Goodbye, Milt Jackson – CTI, 1974
- Higher Ground, Johnny Hammond – Kudu, 1974
- Skylark, Paul Desmond – CTI, 1974
- Rambler, Gabor Szabo – CTI, 1974
- She Was Too Good To Me, Chet Baker – CTI, 1974
- Bad Benson, George Benson – CTI, 1974
- A Wilder Alias, Jackie & Roy – CTI, 1974
- Olinga, Milt Jackson – CTI, 1974
- Gambler's Life, Johnny Hammond – Salvation, 1974
- Concierto, Jim Hall – CTI, 1975
- Canned Funk, Joe Farrell – CTI, 1975
- I Hear A Symphony, Hank Crawford – Kudu, 1975
- Good King Bad, George Benson – CTI, 1976
- Black Widow, Lalo Schifrin – CTI, 1976
- The San Francisco Concert, Hubert Laws – CTI, 1977
- Greatest Hits, Steely Dan – ABC, 1978
- Space, George Benson – CTI, 1978
- Pulsion, Jacques Loussier – CBS, 1979
- Night Passage, Weather Report – CBS, 1980
- Silk, Fuse One – CTI, 1981
- Studio Trieste, Jim Hall/Chet Baker/Hubert Laws – CTI, 1982
- N.Y. Connection, David Matthews – Electric Bird, 1982
- Gershwin Carmichael Cats, Roland Hanna – CTI, 1983
- In My Life, Patti Austin – CTI, 1983
- Red On Red, Claudio Roditi – CTI, 1984
- Live at Felt Forum, Deodato – CTI/CBS, 1988
- Rhythmstick, Dizzy Gillespie and CTI Records All-Stars – CTI, 1990
- Song of the Sun, Jim Beard – CTI, 1991
- We Are Family '93, Sister Sledge – Atlantic, 1993
- Grooves In The Temple, Jorge Pescara – JSR, 2005
- Live at Montreux 2009, CTI All Stars – CTI, 2010
- Saga, Rodrigo Lima – JSR, 2014